# Franjo Gregurić
Franjo Gregurić, hrvaški politik, * 1939, Lobor.
Med letoma 1991 in 1992 je bil predsednik Vlade Republike Hrvaške.